# Ska-P
A Ska-P (ejtsd: [ɛsˈkape], a jelentése kiolvasva „szökés, menekülés”) spanyol ska-punk együttes. Madrid Vallecas nevű városrészében alakult 1994-ben. A K-betű a névben különleges, hiszen a spanyol nyelvben c vagy qu jelöli a k-hangot. A K használata utal a vallekas-i munkáskerület munkásainak büszke öntudatára, másrészt a baszk nyelvre is, melyben k-t írnak c vagy qu helyett. Társadalmi üzenetét tekintve egy radikális baloldali zenei csoportként kategorizálható. Többek között baloldali nézetei ellenére és elismerten kiváló zenéje miatt az egyik legnépszerűbb ska-punk együttes Spanyolországban és Európában. Észak-Amerikában kevésbé ismert, mint Európában, de Mexikóban és Dél-Amerikában népes rajongótáboruk van. 

## Társadalmi üzenet
A SKA-P zenéjében a zenészek politikai-társadalmi nézetei tükröződnek, a vidám, gyors ritmusú, energikus zenei hangzáshoz kritikai hangvételű, hétköznapi és fontos társadalmi problémákat is boncolgató szövegek társulnak. Ilyenek például a globalizáció hatásai, antikapitalizmus, az USA igazságtalan politikája a világ más országaival szemben, Latin-Amerika országainak szabadságmozgalmai, az emancipációs törekvések melletti kiállás, az emberi jogok védelme, a halálbüntetés eltörlése, a katolikus egyház (szerintük) túlzott konzervativizmusa, antinacionalizmus, ezen belül anticionizmus, antifasizmus, a marihuána legalizálása, a bikaviadalok eltörlése, az állatok jogai. Egyik legközismertebb daluk a Cannabis, a marihuána legalizálását támogatja.

## 1994: a kezdet
A SKA-P-t 1994-ben egy baráti társaság alapította a madridi Vallecas-ban, ska zenekarként kezdték. A kezdeti felállás a következő volt: Pulpul-ének és gitár, Toni Escobar-gitár és ének, Julio-basszusgitár, Kogote-billentyű és ének, Pako-dobos. Még '94-ben megjelent első, 9 számot tartalmazó CD-jük, melynek címe nem más, mint SKA-P. A későbbi, igazán híres albumokhoz képest ez még nem büszkélkedhet nagyon magas eladásokkal. Viszont megalapozta népszerűségüket, főleg a Como un rayo című dallal, mely egy induló a Rayo Vallecano vallecas-i futballcsapat részére. Számos koncertet adtak az Extremoduro és a Platero előzenekaraként.

## 1995-1996: út a hírnév felé
Toni, a gitáros kilépett 1995-ben, munkája miatt. Helyette Joxemi jött, és Pipi is ekkor csatlakozott. Ő Pulpul barátja volt, és eleinte csak a koncertek egyes részeinél, jelmezbe öltözve vett részt a műsorban. Később ő lett a második énekes.
1996-ban megjelent a második lemezük, El vals del obrero címmel. Ez által lettek igazán közismertek, főleg a Cannabis című dal lett sláger. Részt vettek a 9. Vallekas Rock Festival-on, ahol sokan megismerhették őket.

## 1997-1999: az első nemzetközi turné
Harmadik lemezük, az Eurosis 1997-ben jelent meg. Turnéjuk során felkeresték Franciaországot, Spanyolországot, és először jártak Latin-Amerikában: Argentínában és Mexikóban. Pako, a dobos kivált a zenekarból, helyét Luisimi foglalta el.

## 2000-2002: a csúcson
2000-ben adták ki a Planeta Eskoria című albumot, mely sokak szerint a legjobb dalaikat tartalmazza, melyet a keményebb énekhang, és a pergősebb ritmus jellemez. Ugyanakkor, az előzőekhez hasonlóan, ezen az albumon is találunk vidám énekeket, a szövegek tartalma is a korábbiakhoz hasonló. Ezekkel a dalokkal turnéztak Franciaországban, Svájcban, Olaszországban és Spanyolországban. Ekkor váltak igazán nemzetközi hírű együttessé.
Két évvel később jelent meg következő lemezük a ¡Que corra la voz!, mely a zenészek szerint a legkidolgozottabb. Jellemzi a stílusok keveredése:egyes dalokban vidám ska-val, másokban kemény, gyors ritmusokkal találkozunk. Turnéjuk során az előző turné országain kívül meglátogatták Magyarországot, Belgiumot, Hollandiát és Ausztriát, Latin-Amerikában pedig Argentínát, Chilét és Mexikót. Ekkoriban csatlakozott a zenekarhoz Txikitín, a trombitás, és Gari, a harsonaművész, mindketten a spanyolországi Bilbaoból valók.

## 2003-2004: az Incontrolable turné
2004-ben jelent meg a feloszlásuk előtti utolsó lemezük, Incontrolable címmel.

## Szünet 2005-2008
2004 végén az együttes kiadta új albumát, majd körülbelül 2 hónappal később váratlanul bejelentették hogy feloszlanak. 2005 nyarán tartott búcsúturnéjuk utolsó állomása Buenos Aires (Argentína) volt.
A zenekar 2008 áprilisában a hivatalos honlapjukon bejelentette a visszatérését, valamint egy új, 12 dalt tartalmazó album tervét.
A szünet okáról annyit mondtak, hogy pihenésre volt szükségük. 2006-ban Pulpul írta a hivatalos weboldalra egy bejegyzést, miszerint ő éppen dalokat ír, melyek reményei szerint egy új SKA-P albumon szerepelhetnek majd. Pipi közben megalapította a The Locos nevű, a SKA-P-ra hasonlító ska-punk zenekarát. Joxemi pedig 2006-ban részt vett a No Relax elnevezésű punkzenekarban.

## Visszatérés: 2008
2007. október 12-én, két évvel a feloszlás után, Pulpul a hivatalos oldalon egy lehetséges visszatérésről szóló bejegyzést írt. Pipi kivételével a zenekar minden tagja pozitívan reagált. Pipi inkább a Locos-ban játszott tovább, és nem akart visszatérni a SKA-P-be. 2008. október 7-én jelent meg a visszatérést követő első új lemezük, a Lágrimas y Gozos. Egy turnét is tartottak, melynek keretében Olaszországban, Franciaországban, Spanyolországban, Venezuelában, Ecuadorban, Chilében, Argentínában és Mexikóban jártak.

## 2013 - új album: "99%"
A zenekar bejelentette egy új album érkezését, ami "99%" címmel fog megjelenni 2013.03.05-én. A 15 számot tartalmazó album turnéján ismét útba ejtik kis hazánkat (Sziget Fesztivál, 2013.08.08.) A többi állomás megtekinthető a zenekar hivatalos oldalán.
A Se Acabó és a Canto a la Rebelión című dalokat mintegy kedvcsinálóként már közzé is tették. Ezekből kiindulva ezzel a koronggal sem okoznak csalódást a ska-punk szerelmeseinek!

## Kritikájuk
Egyesek kritizálják a SKA-P-t, mivel ellentmondásosnak ítélik, hogy a baloldali zenekar kiadója egy multinacionális cég, az RCA Records, mely a Sony/BMG csoport tagja. Úgy gondolják, jobban összhangban lenne az elveikkel, ha önmagukat menedzselnék. Ezen kívül felléptek olyan nagy zenei fesztiválokon, mint a Pepsi Music fesztivál, melyek hatalmas profitot hajtanak a rendező cégeknek. A zenekar azt válaszolta a kritikákra, hogy senki nem tudja egy kapitalista világban száz százalékosan érvényesíteni az antikapitalista elveket, és ők a rendszer lerombolása érdekében vállalják, hogy néha részei legyenek a rendszernek.
A Pepsi Music fesztiválon keresett pénzösszeget teljes egészében chilei őslakosoknak, mapucháknak ajándékozták. Kritikusaik úgy gondolják, hogy ez nem hitelesíti a dalszövegek tartalmát, és nem összeegyeztethető az anarchista és baloldali elvekkel, mivel nem érdemes olyan módon segíteni az üldözött népcsoportokon, hogy közben nyomoruknak okozóit is támogatják. Egyesek szerint csak a jóhírük védelmében cselekedtek így, hogy leplezzék a tetteik és dalszövegeik közti ellentmondást.
Vannak, akik képmutatónak nevezik őket, akik soha nem voltak anarchisták, és mindent a karrierért és a pénzért csinálnak. Két önmagát menedzselő anarchista zenekar támadta őket ezekkel a kritikákkal: a Los Muertos de Cristo és a Sin Dios.
A legutóbbi albumukon megjelent El Libertador című dalukat, mely Simón Bolívarról szól, rajta keresztül pedig a venezuelai bolivári forradalmat és Hugo Chávez-t támogatja, egyesek szintén az anarchista elvekkel ellentmondónak ítélték.

## Tagok
- Pulpul - Gitár és vokál
- Joxemi - Gitár
- Julio - Basszusgitár
- Kogote - billentyűsök és kórus
- Luismi - Dobok (1999 óta)
- Pipi - Showman, tartalék vokál
- Pako - Menedzser
- Gari - Harsona
- Txikitín - Trombita

Korábbi tagok:
- Toni - Gitár és kórus

## Albumok
- 1995 – Ska-P
- 1996 – El vals del obrero
- 1999 – Eurosis
- 2000 – Planeta Eskoria
- 2002 – ¡¡Que corra la voz!!
- 2003 – Incontrolable
- 2008 – Lágrimas y Gozos
- 2013 – 99%[1]

## Dalok
A Ska-p dalainak többségét nem lehet elvonatkoztatni a politikai és társadalmi kommentártól. 2004 végén az együttes kiadta új albumát, majd körülbelül 2 hónappal később váratlanul bejelentették hogy feloszlanak. 2005 nyarán tartott búcsúturnéjuk utolsó állomása Buenos Aires (Argentína) volt.
A zenekar 2008 áprilisában a hivatalos honlapjukon bejelentette a visszatérését, valamint egy új, 12 dalt tartalmazó album tervét.
- 0,7
- Abolición – Eltörlés
- A la mierda – A picsába (a nácizmus ellen tiltakoznak ebben a számban)
- América latina ¡¡libre!! – Latin Amerika szabad
- Ali el Magrebi
- Bla, Bla, Bla
- Cannabis – Kender (a kender legalizálásáért)
- Cómo me pongo
- Consumo gusto – Közízlés
- Crimen Sollicitationis (kissé erős kritika a katolikus egyház felé)
- Decadencia - Hanyatlás
- Derecho de Admisión - Belépés engedélyezve
- El Gato López – Lopez, a macska
- El hombre resaka baila ska
- El Imperio Caerá - A Birodalom el fog bukni (az USA hegemóniája sem tarthat örökké - a szám szerint)
- El Libertador - A Szabadító (Simón Bolívarról szól, rajta keresztül pedig a venezuelai bolivári forradalmat és Hugo Chávez-t támogatja)
- El niño soldado – A gyerek katona
- El olvidado – Az elfelejtett
- El Tercero de la Foto - A harmadik a fotón
- El vals del obrero – Munkás-keringő
- Eres un@ más
- E. T. T.'s
- España va bien - Spanyolországnak jól megy
- Fuego y Miedo - Tűz és Félelem
- Gasta Claus
- Insecto urbano – Nagyvárosi féreg
- Insensibilidad – Érzéketlenség
- Intifada - (cionizmus ellen szól)
- Casposos - cigányok
- Quémalo
- La colmena - A méhkas
- La estampida - Roham
- La mosca cojonera
- La sesera no va - Az agyak nem mennek
- Los Hijos Bastardos de la Globalización
- Lucrecia
- McDólar
- Mestizaje – Népek keveredése
- Mis colegas – A kollégáim
- Naval Xixón
- Ni fu ni fa - Megvagyok!
- No te pares - Ne legyél munkanélküli
- ÑaPaEs
- Paramilitar - Katonának
- Qué puedo decir
- Reality show – Valóság show
- Revistas del corazón
- Rayo Vallecano
- Romero el Madero - Romero a Fakabát (rendőri brutalitásról)
- Sargento Bolilla
- Sectas – Szekták
- Seguimos en pie - Állva maradunk
- Sexo y religión – Szex és vallás
- Simpático holgazán - Szimpatikus Naplopó (a spanyol királyról)
- Solamente por pensar - Csak gondolkodni (a rendőrségi brutalitás borzalmaira hívja fel a figyelmet)
- Tío Sam – Sam bácsi
- Vándalo - Vandál
- Vergüenza – Szégyen (a bikaviadalok eltörléséért)
- Villancico – Karácsonyi dal
- Violencia Machista - Macsó erőszak (családon belüli erőszakról)
- Welcome To Hell – Köszöntelek a pokolban (egy halálra ítélt rab utolsó napja, akiről kivégzése után kiderül, hogy ártatlan volt)
- Wild Spain - Vad Spanyolország

## Külső hivatkozások
- Rövid bemutatkozás a Last.fm oldalán
- Hivatalos oldal
- Hivatalos oldal The Locos (Pipi)
- Dalszövegek